# Занурений тунель

Занурена трубча типу А, прокладена дрібною траншеєю на морському дні

Занурена труба типу B, прокладена під морським дном

Зану́рений туне́ль — підводний тунель, складений із сегментів, побудованих в іншому місці і транспортованих до місця будівництва тунелю, за для занурення і наступного поєднання між собою. Зазвичай використовуються на автомобільних і залізничних переходах через річки, лимани і морські канали. Занурення труби часто використовується в поєднанні з іншими формами спорудження тунелів після їх закінчення, наприклад при переході з-під кромки води через портал на поверхню суходолу.

## Переваги та недоліки
Головна перевага зануреної труби є те, що вона значно рентабільніша, ніж альтернативні варіанти — підводний тунель (якщо, звичайно, він взагалі можливий через інші фактори, такі як геологія і сейсмічна активність) або міст. Інші переваги:
- Швидкість будівництва
- Мінімальне порушення фарватеру річки/каналу
- Опір сейсмічної активності
- Безпека будівництва (наприклад, робота в сухих доках, на відміну від проходки під річкою)
- Гнучкість профілю

До недоліків можна віднести:
- Тунель частково відкритий (як правило, з деяким панцерюванням скелястими породами та природним замулюванням) на ложі річки/моря, з ризиком аварії через зіткнення з судном/кітвою.
- Прямий контакт з водою вимагає ретельної розробки гідроізоляції навколо з'єднання
- Сегментарний підхід вимагає ретельної розробки з'єднань, де поздовжні ефекти і сили мають бути компенсовані
- Вплив на підводний ландшафт

## Приклади
Перший тунель побудований за допомогою цього методу був «сифон Ширлі Гут», шестифутова каналізаційна магістраль, прокладена у Бостоні, штат Массачусетс, 1893 рік.
Перший приклад транспортного будівництва — Центральний залізничний тунель Мічигану, 1910 рік, під річкою Детройт.
Першим автомобільним зануреним тунелем є тунель Поузі, що сполучає міста Аламіда та Окленд (Каліфорнія), побудований в 1928 році. 
Найстаріший занурений тунель в Європі — Маастуннель у Роттердамі, що був відкритий в 1942 році.
Тунель Мармарай, що сполучає фракійську та анатолійську частини Стамбула, Туреччина, є найглибшим у світі зануреним тунелем (найглибша точка — 55 м нижче рівня моря);
це перша залізниця, що перетинає протоки.
Будівництво розпочато в 2004 році, а пасажирські перевезення — в 2013 році.
Тунель має загальну довжину 13,6 км, з яких 1,4 км було побудовано за методом зануреної труби.
На початок 2020-х найдовшим зануреним тунелем є дистанція тунелю завдовжки 6,7 км мосту Гонконг–Чжухай–Макао (HZMB), завершена в 2018 році.
Тунель HZMB розташований на глибині 30 м нижче рівня моря.
Його довжина буде перевищена на 1,2 м із завершенням коридору Шеньчжень — Чжуншань (SZB) у 2024 році.
Проект SZB має у своєму складі занурений тунель довжиною 6,7 км, що також стане найширшим зануреним тунелем у світі, що має вісім смуг руху.
До завершення будівництва тунелів Мармарай і HZMB, Transbay Tube у затоці Сан-Франциско, завершений в 1969 році, був найглибшим і найдовшим зануреним тунелем у світі, на глибині 41 м нижче рівня води та завдовжки 5,8 км.
Довжина як HZMB, так і SZB буде перевищена Фемарнбельтським тунелем, що сполучить Данію та Німеччину, коли він буде завершений,
проектована довжина — 17,6 км.
Будівництво розпочато 1 січня 2021 року.
| Назва                                                           | Фото | Довжина  | Глибина | Ширина  | Завершено        | Розташування                                       | Примітки                                                                                      |
| --------------------------------------------------------------- | ---- | -------- | ------- | ------- | ---------------- | -------------------------------------------------- | --------------------------------------------------------------------------------------------- |
| Фемарнбельтський тунель                                         |      | 17.6 км  | 40 м    | 42 м    | 2029 (плановано) | Фемарн-Бельт у Данії та Німеччині                  | [ 10 ]                                                                                        |
| Міст Шеньчжень — Чжуншань                                       |      | 6.845 км | 38 м    | 46 м    | 2024 (плановано) | Шеньчжень та Чжуншань, Китай                       | Довжина занурення: 5.035 км                                                                   |
| Міст Гонконг — Чжухай — Макао                                   |      | 6.75 км  | 30.18 м | 37.95 м | 2010             | Естуарій Сіцзян у Гонконзі; Макао та Чжухай, Китай | [ 7 ]                                                                                         |
| Transbay Tube                                                   |      | 5.825 км | 40.5 м  | 14.58 м | 1969             | Сан-Франциско (затока), США                        | :Рис. 3, с. 8 :219                                                                            |
| Дрогдентунель                                                   |      | 3.51 км  | 22 м    | 42 м    | 2000             | Ересунн між Швецією та Данією                      | Чотири відокремлення: 2×2–смуга та 2×1–залізниця                                              |
| Міст-тунель Пусан — Коджедо                                     |      | 3.24 км  | 38 м    | 26.46 м | 2010             | Пусан та Коджедо, Південна Корея                   | [ 17 ]                                                                                        |
| Комунальний тунель Пулау Серая                                  |      | 2.6 км   | 30 м    | 6.5 м   | 1988             | Сінгапур                                           | [ 18 ] [ 19 ]                                                                                 |
| Тунель Рауля Уранги — Карлоса Сильвестре Беньїса                |      | 2.367 км | 32 м    | 10.8 м  | 1969             | Ентре-Ріос та Санта-Фе, Аргентина                  | :214                                                                                          |
| Міст-тунель Гемптон-Роудс (труба 2)                             |      | 2.229 км | 37 м    | 12 м    | 1976             | Гемптон-Роудс, Вірджинія, США                      | :228                                                                                          |
| Кабельний тунель затоки Туас                                    |      | 2.1 км   | 30 м    | 11.8 м  | 1999             | Сінгапур                                           | [ 22 ] [ 23 ]                                                                                 |
| Міст-тунель Гемптон-Роудс (труба 2)                             |      | 2.091 км | 21 м    | 11 м    | 1957             | Гемптон-Роудс, Вірджинія, США                      | :194                                                                                          |
| Тунель під Балтиморською затокою                                |      | 1.92 км  | 30 м    | 21.3 м  | 1957             | Балтимор, Меріленд, США                            | :193                                                                                          |
| Істерн-Гарбор-Кроссінг                                          |      | 1.859 км | 27 м    | 35 м    | 1990             | Вікторія (бухта), Гонконг                          | :250                                                                                          |
| Роттердамський метрополітен (Лінії D/E, перетинають Ньїве-Маас) |      | 1.815 км | 30 м    | 10 м    | 1966             | Роттердам, Нідерланди                              | Довжина занурення: 1,04 км; загальна довжина: 1,815 км між станціями:209                      |
| Міст-тунель через Чесапікську затоку                            |      | 1.75 км  | 30 м    | 11.3 м  | 1964             | Чесапікська затока, Вірджинія, США                 | :200                                                                                          |
| Тунель Форт МакГенрі                                            |      | 1.646 км | 31.7 м  | 25.1 м  | 1987             | Балтимор, Меріленд, США                            | :244                                                                                          |
| Кросс-Гарбор (тунель)                                           |      | 1.6 км   | 28 м    | 22.16 м | 1972             | Вікторія (бухта), Гонконг                          | :221                                                                                          |
| Тунель Тамагава                                                 |      | 1.550 км | 30 м    | 39.7 м  | 1994             | Токіо, Японія                                      | :256                                                                                          |
| Тунель Гемспор                                                  |      | 1.475 км | 26 м    | 21.5 м  | 1980             | Амстердам                                          | :235                                                                                          |
| Монітор–Меррімак міст–тунель                                    |      | 1.425 км | 36 м    | 24 м    | 1992             | Hampton Roads, Virginia, United States             | :253                                                                                          |
| Мармарай                                                        |      | 1.387 км | 60.5 м  | 15.3 м  | 2013             | Босфор, Стамбул, Туреччина                         | 1,4 км занурений тунель 9,8 км; тунель глибокого закладення; 2,4 км тунель мілкого закладення |

Примітки
1. ↑  По дну тунелю